# Pyrenulales
Pyrenulales is een orde van Eurotiomycetes uit de subklasse Chaetothyriomycetidae.

## Taxonomie
De taxonomische indeling van Pyrenulales is als volgt:
Orde: Pyrenulales
- Familie: Massariaceae
- Familie: Monoblastiaceae
- Familie: Pyrenulaceae
- Familie: Requienellaceae
- Familie: Trypetheliaceae
- Familie: Xanthopyreniaceae